# Jacques Lavoignat
Jacques Lavoignat, né le 14 janvier 1961, est un ancien footballeur professionnel français qui a évolué en tant que défenseur pour les Girondins de Bordeaux et le FC Pau. Il est aujourd'hui connu pour son implication dans le secteur des assurances et les problèmes juridiques qui en ont découlé.

## Carrière
Jacques Lavoignat commence le football dans sa ville natale de Pau, sous la houlette de Jean Larqué à la Jeanne d'Arc Le Béarn.
Lavoignat commence sa carrière professionnelle au sein des Girondins de Bordeaux. Au début des années 80, il faisait partie de l'effectif professionnel du club. Bien qu'il ait eu l'opportunité de s'entraîner avec l'équipe première dirigée par Aimé Jacquet en raison de l'absence de joueurs clés, il jouait plus régulièrement avec l'équipe réserve et portait souvent le brassard de capitaine.
En 1981, Lavoignat et son compère palois Patrick Sanz sont laissés libres par les Girondins. Après un essai à l'AS Cannes, son ancien entraîneur Guy Calléja lui propose de tenter sa chance en deuxième division en rejoignant le Gazélec Ajaccio. Il réalisa une saison convenable avec le club corse.
Après des étapes à Fontainebleau puis Bourges, Lavoignat rejoint le FC Pau. 
Jacques Lavoignat termine sa carrière lors de la saison 1988-1989 au Football-Club de Pardies-Piétat où son père était entraîneur.

## Controverse
Après avoir pris sa retraite du football, il s'est lancé dans une carrière dans le secteur des assurances et a travaillé en tant que courtier. En 2010, Lavoignat a été reconnu coupable d'abus de confiance et de banqueroute, et condamné à 30 mois de prison, dont 24 mois avec sursis. Les accusations portées contre lui provenaient de son incapacité à verser en temps voulu les primes d'assurance collectées pour le compte de compagnies d'assurances, laissant ainsi certains clients sans assurance sans le savoir. L'enquête n'a pas permis de retrouver où les primes avaient été versées.
En plus de la peine de prison, le tribunal correctionnel de Pau lui a interdit d'exercer en tant que courtier en assurances, sauf en tant que salarié, pendant cinq ans. Une période de mise à l'épreuve a également été incluse dans sa condamnation.